# Euthrenopsis bountyensis
Euthrenopsis bountyensis är en snäckart som beskrevs av Powell 1929. Euthrenopsis bountyensis ingår i släktet Euthrenopsis och familjen valthornssnäckor. Inga underarter finns listade i Catalogue of Life.